# Peter L. Cashman
Peter L. Cashman (* 22. Mai 1936 in Cleveland, Ohio) ist ein US-amerikanischer Politiker. Zwischen 1973 und 1975 war er Vizegouverneur des Bundesstaates Connecticut.

## Werdegang
Im Jahr 1959 absolvierte Peter Cashman die Yale University. Später lebte er in Lyme (Connecticut). Bis heute ist er in der Investmentbranche tätig.  Politisch schloss er sich der Republikanischen Partei an. 1972 war er Ersatzdelegierter zur Republican National Convention, auf der Präsident Richard Nixon zur Wiederwahl nominiert wurde. Zwischen 1970 und 1976 gehörte er dem Senat von Connecticut an. Dort war er als President Pro Tempore amtierender Vorsitzender dieses Gremiums. Den offiziellen Vorsitz führt dort immer der Vizegouverneur.  Nach dem Rücktritt von Vizegouverneur T. Clark Hull wurde Cashman entsprechend der Staatsverfassung von Connecticut dessen Nachfolger. Damit war er Stellvertreter von Gouverneur Thomas Joseph Meskill. Zwischen Juni 1973 und Januar 1975 beendete er die angebrochene Amtszeit seines Vorgängers.
Im Jahr 2012 arbeitete Cashman als Geschäftsführer eines Nachrichtenmagazins in Fairfield, das sich vor allem mit Energieverbraucherfragen befasst. Er ist weiterhin in der Immobilienbranche engagiert und einer der Direktoren der Firma Connecticut Innovations, Inc. Außerdem war er in verschiedenen Organisationen und Firmen auf dem Gebiet des Energieverbrauchs bzw. von Energieeinsparungen tätig. Er ist verheiratet und Vater einer Tochter.